# Кшчонувка
Кшчонувка (пол. Krzczonówka) — гірська річка в Польщі, у Суському й Мисленицькому повітах Малопольського воєводства. Ліва притока Раби (басейн Балтійського моря).

## Опис
Довжина річки 14 км, найкоротша відстань між витоком і гирлом — 13,17  км, коефіцієнт звивистості річки — 1,07 . Формується притоками, безіменним струмками та частково каналізована.

## Розташування
Бере початок на північно-східних схилах гори Гонщ Швайцув (677,0 м) на висоті 520 м у селі Лентовня (присілок Госцейова).Тече переважно на північний схід через Токарню, Кшчонув, і у селі Пцим впадає у річку Рабу, праву притоку Вісли.

## Притоки
- Бонбола, Богданувка, Венчежа, Потік Прошковцув, Потік Руснакув, Потік Загродзький (ліві); Потік Направський, Потік Чарноти (праві).[2]

Населені пункти вздовж берегової смуги: Кшечув, Скомельна-Чарна.

## Цікаві факти
- У XIX столітті річка значилася як Лентувка (пол. Łętówka), на якій працювало 4 водяни млини та 3 лісопильні рами.[1]
- Біля гирла річку перетинає автошлях  7.

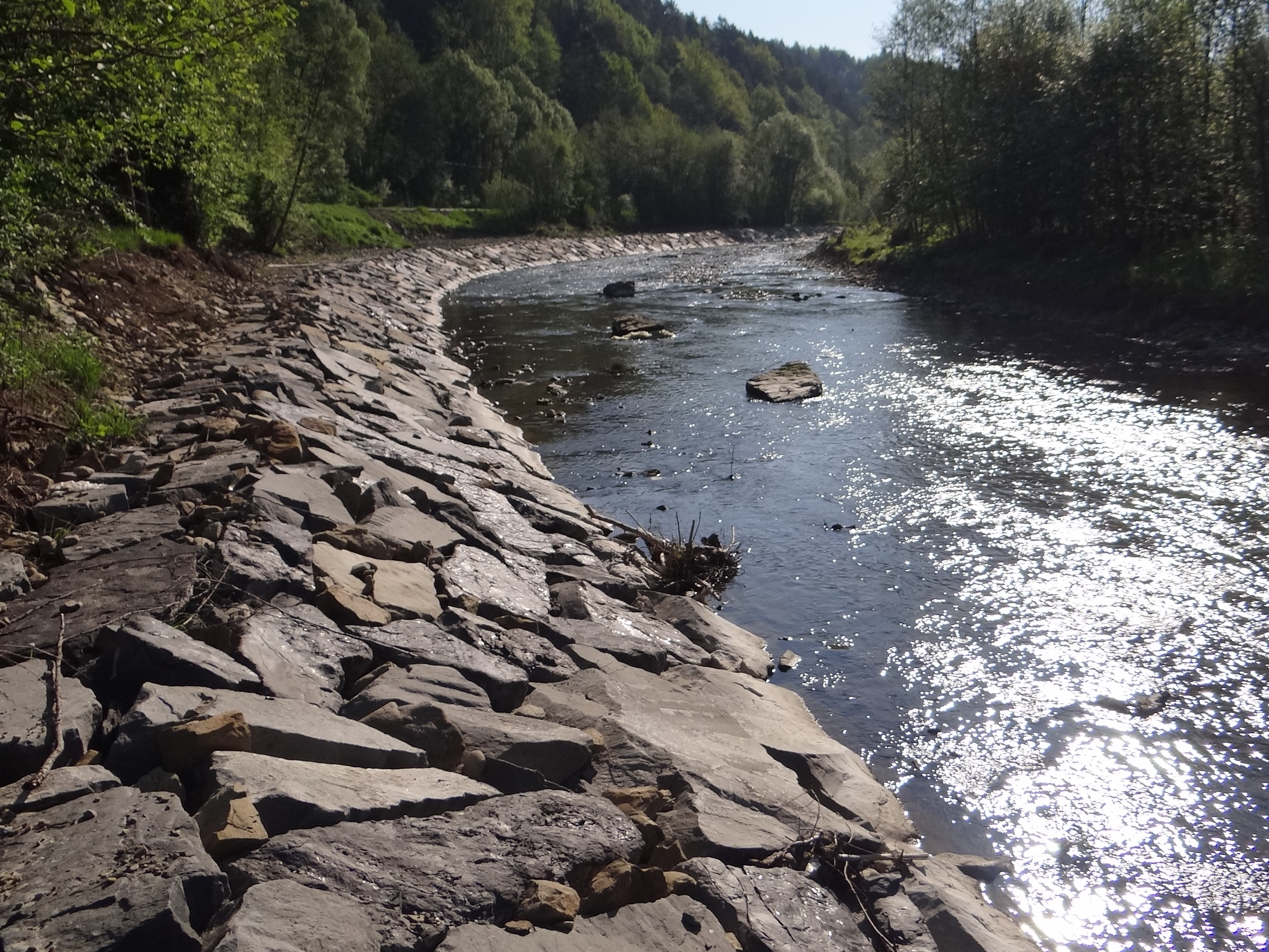
Кшчонувка у Кшчонуві